# The History Channel: Great Battles of Rome
The History Channel: Great Battles of Rome è un videogioco strategico in tempo reale (con paesaggio, unità e strutture 3D),  sviluppato dalla Slitherine Software e distribuito nell'anno 2007.
È il primo prodotto della collaborazione tra The History Channel e l'industria dei giochi al computer, ed è ambientato ai tempi del mondo antico durante le guerre della Roma classica repubblicana, in cui si deve costruire e controllare un esercito, occupandosi anche delle città.

## Modalità di gioco
SI VIS PACEM, PARA BELLUM (se vuoi la pace, preparati alla guerra), è proprio questa frase, pronunciata da Publius Renatus nel 390 a.C. che sta alla base del gioco. Il giocatore dovrà combattere una moltitudine di battaglie contro i Greci, i Galli e il potente esercito Cartaginese e aiutare Roma a costruire il suo impero. Le possibilità di gioco sono praticamente infinite una volta che ci si trova sul campo di battaglia. Oltre all'esercito romano (con 80 battaglie), si potrà guidare anche un esercito di Celti (con 20 battaglie).

## Bonus sbloccabili
Ci sono molti filmati che spiegano la storia di Roma dalle origini fino all'età imperiale con la spiegazione dell'imperatore Marco Aurelio (interpretato da Sean Connery).